# Фавиньяна

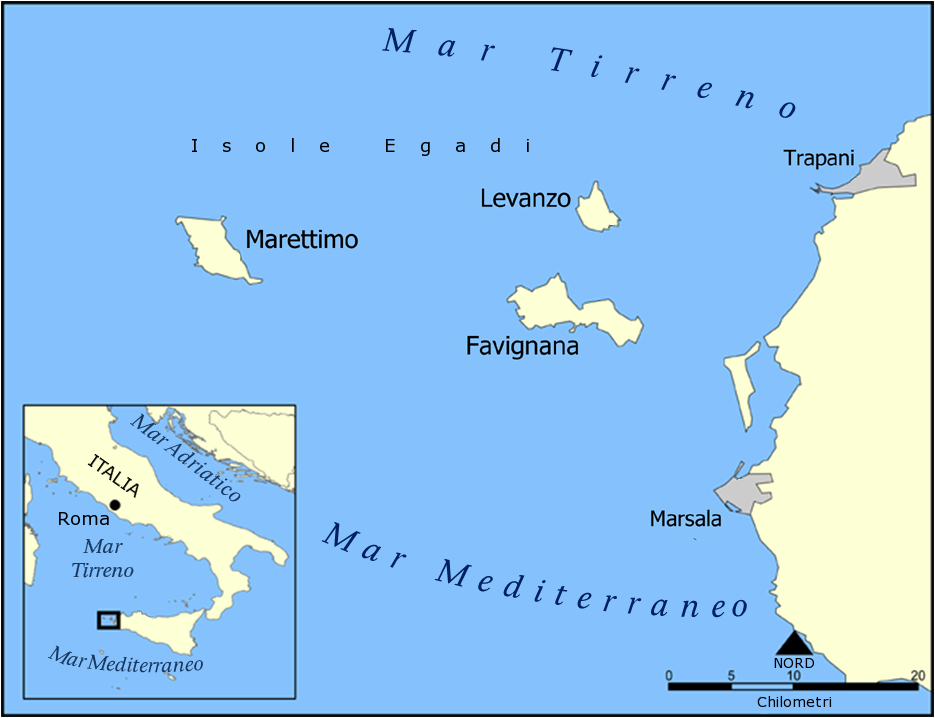
Карта Эгадских островов

Фавиньяна (итал. Favignana) — коммуна на юге Италии. Входит в состав провинции Трапани (область Сицилия).
Население составляет 4106 человек, плотность населения составляет 111 чел./км². Занимает площадь 37 км². Почтовый индекс — 91023. Телефонный код — 0923.
Коммуна находится на островах Эгадского архипелага: Фавиньяна, Мареттимо и Леванцо.
В коммуне 14 сентября особо празднуется Воздвижение Креста Господня.